# Tartarogryllus atlantis
Tartarogryllus atlantis is een rechtvleugelig insect uit de familie krekels (Gryllidae). De wetenschappelijke naam van deze soort is voor het eerst geldig gepubliceerd in 1943 door Chopard.